# 曾琦 (棒球運動員)
曾琦（1997年1月27日—）為台灣棒球選手，目前效力於中華職棒樂天桃猿，守備位置為投手。於2019年季中選秀中被Lamigo桃猿以第四輪第二十三順位選進。

## 經歷
- 臺東縣博愛國小少棒隊
- 臺東縣忠孝國小少棒隊
- 臺東縣泰源國中青少棒隊
- 新北市立秀峰高級中學青棒隊
- 桃園市國立體育大學棒球隊（台灣啤酒）
- 中華職棒Lamigo桃猿（2019年7月22日－2019年12月16日）
- 中華職棒樂天桃猿（2019年12月17日－2023年）

## 職棒生涯成績
| 年度 | 球隊     | 出賽 | 先發 | 勝投 | 敗投 | 中繼 | 救援 | 完投 | 完封 | 四死 | 三振 | 責失 | 投球局數 | 自責分率 | 被上壘率 |
| ---- | -------- | ---- | ---- | ---- | ---- | ---- | ---- | ---- | ---- | ---- | ---- | ---- | -------- | -------- | -------- |
| 2021 | 樂天桃猿 | －   | －   | －   | －   | －   | －   | －   | －   | －   | －   | －   | －       | －       | －       |
| 合計 | 1年      | －   | －   | －   | －   | －   | －   | －   | －   | －   | －   | －   | －       | －       | －       |

## 外部連結
- 曾琦在台灣棒球維基館上的頁面（繁體中文）
- 曾琦的Facebook專頁